# گروه وتورانتیم
گروه وتورانتیم (انگلیسی: Votorantim Group) شرکت خوشه‌ای برزیلی است، که در سال ۱۹۱۸ تأسیس شد.